# 해치지않아 (영화)
"해치지않아"는 2020년 1월 15일에 개봉한 대한민국의 영화이다. 안재홍, 강소라, 박영규, 전여빈 등이 출연했으며, 손재곤 감독의 세 번째 장편 영화이다. 동물 없는 동물원에서 동물을 연기하는 직원들의 이야기를 다룬다. 
만화가 최종훈이 2011년부터 2012년까지 연재했던 동명의 웹툰을 각색하여 제작되었다.

## 캐스팅
- 안재홍 : 강태수 역
- 강소라 : 한소원 역
- 박영규 : 서 원장 역
- 김성오 : 김건욱 역
- 전여빈 : 김해경 역
- 박혁권 : 황진혁 대표 역
- 서현우 : 오 비서 역
- 장승조 : 성민 역
- 박형수 : 송배 변호사 역
- 김흥래 : 까만코 역
- 김수진 : 서 변호사 역
- 윤대열 : 하 계장 역
- 이현욱 : 민철현 역
- 오재균 : 노총회원 역
- 조민경 : 여우 사육사 역
- 손경원 : JH 경비원 역
- 김경민 : 중국집 주인 역
- 안성봉 : 중국집 경호원 역
- 송수영 : 남자 회사원 역
- 윤재인 : 여자 회사원 역
- 한사명 : 출동경찰 1 역
- 전운종 : 출동경찰 2 역
- 양말복 : 건물주 역
- 김비비 : 해직직원 1 역
- 김그림 : 해직직원 2 역
- 박윤호 : 해직직원 3 역
- 김현 : 해직직원 4 역
- 박기륭 : 해직직원 5 역
- 이정민 : 락원개발 책임자 역
- 윤우중 : 락원개발 직원 1 역
- 정원형 : 락원개발 직원 2 역
- 장원형 : 교포 남 역
- 송유현 : 교포 여 역
- 조은유 : 유치원 선생 1 역
- 임새라 : 유치원 선생 2 역
- 주부진 : 할머니 관람객 1 역
- 손희순 : 할머니 관람객 2 역
- 남정희 : 할머니 관람객 3 역
- 김남순 : 할머니 관람객 4 역
- 권범택 : 할아버지 관람객 1 역
- 원근희 : 할아버지 관람객 2 역
- 최세인 : 완전커 기린앞여자아이
- 손영희 : 일반 관람객 1 역
- 송덕호 : 일반 관람객 2 역
- 이다영 : 일반 관람객 3 역
- 이가경 : 일반 관람객 4 역
- 문동혁 : 일반 관람객 5 역
- 박중금 : 20대 청년 관람객 역
- 양현진 : 20대 남자 관람객 역
- 박소영 : 20대 여자 관람객 역
- 조혜선 : 아기엄마 관람객 역
- 경규민 : 10대 교복남 관람객 역
- 이다인 : 10대 교복녀 관람객 역
- 장정우 : 10대 관람객 1 역
- 이경민 : 10대 관람객 2 역
- 김규희 : 여자 관람객 1 역
- 박보은 : 여자 관람객 2 역
- 이하영 : 여자 관람객 3 역
- 서은솔 : 어린 한소원 역
- 송지우 : 유치원생 1 역
- 양희원 : 유치원생 2 역
- 남윤서 : 유치원생 3 역
- 김하연 : 유치원생 4 역
- 김태연 : 유치원생 5 역
- 박시윤 : 유치원생 6 역
- 윤성우 : 초등학생 관람객 1 역
- 정지훈 : 초등학생 관람객 2 역
- 연제이 : 두살 아기 역
- 진현광 : 황대표 운전기사 역
- 배은우 : 민채령 비서 역
- 최찬호 : 젊은 변호사 역
- 설창희 : 남자 변호사 1 역
- 변상윤 : 남자 변호사 2 역
- 박영빈 : 남자 변호사 3 역
- 한세라 : 여자 변호사 1 역
- 유은조 : 여자 변호사 2 역
- 김경로 : 교도관 역
- 오석철 : 택시 운전기사 역
- 고민지 : 황대표 여비서 역
- 최정현 : JH 경호원 1 역
- 배진호 : JH 경호원 2 역
- 이윤상 : 편의점 손님 역
- 이앨리 : 우는 아이 역
- 박수아 : 4세 서원장 딸 역
- 나승현 : 8세서원장 딸 역
- 권혜진 : 14세서원장 딸 역
- 추경원 : 20세서원장 딸 역
- 이언정 : 태수 큰 누나 역
- 유정호 : 태수 형 역
- 노수산나 : 태수 작은 누나 역
- 김도희 : 스탠드인 역
- 김서영 : 어린이 (목소리) 역
- 한예리 : 민채령 역 (특별출연)
- 김기천 : 고 대표 역 (특별출연)

## 같이 보기
- 2020년 대한민국의 영화 목록